# シャイニング・シリーズ
シャイニング・シリーズ（Shining Series）は、セガが開発・発売しているコンピュータゲームのシリーズ。

## ゲーム作品

### 家庭用ゲーム機
| タイトル                                                | 対応機種                                           | 発売日                         | 開発元                                      | 備考 |
| ------------------------------------------------------- | -------------------------------------------------- | ------------------------------ | ------------------------------------------- | --- |
| シャイニング&ザ・ダクネス                               | メガドライブ                                       | 1991年3月                      | クライマックス                              | Wiiバーチャルコンソールで配信。                                                                         |
| シャイニング・フォース 神々の遺産                       | メガドライブ                                       | 1992年3月                      | クライマックス、ソニック                    | Wiiバーチャルコンソールで配信。                                                                         |
| シャイニング・フォース外伝 遠征・邪神の国へ             | ゲームギア                                         | 1992年12月                     | ソニック                                    | 3DSバーチャルコンソールで配信。                                                                         |
| シャイニング・フォース外伝II 邪神の覚醒                 | ゲームギア                                         | 1993年6月                      | ソニック                                    | 3DSバーチャルコンソールで配信。                                                                         |
| シャイニング・フォースII 古えの封印                     | メガドライブ                                       | 1993年10月                     | ソニック                                    | Wiiバーチャルコンソールで配信。                                                                         |
| シャイニング・フォースCD                                | メガCD                                             | 1994年3月                      | ソニック                                    | |
| シャイニング・フォース外伝 ファイナルコンフリクト       | ゲームギア                                         | 1995年3月                      | ソニック                                    | 3DSバーチャルコンソールで配信。                                                                         |
| シャイニング・ウィズダム                                | セガサターン                                       | 1995年8月                      | ソニック                                    | |
| シャイニング・ザ・ホーリィアーク                        | セガサターン                                       | 1996年12月                     | ソニック                                    | |
| シャイニング・フォースIII                               | セガサターン                                       | 1997年12月 1998年4月 1998年9月 | キャメロット                                | 3部構成で、シナリオ1から順に発売                                                                        |
| シャイニング・ソウル                                    | ゲームボーイアドバンス                             | 2002年3月                      | ネクスエンタテインメント                    | Wii Uバーチャルコンソールで配信。                                                                       |
| シャイニング・ソウルII                                  | ゲームボーイアドバンス                             | 2003年7月                      | グラスホッパー・マニファクチュア            | Wii Uバーチャルコンソールで配信。                                                                       |
| シャイニング・フォース 黒き竜の復活                     | ゲームボーイアドバンス                             | 2004年8月                      | クライマックス、 アミューズメントヴィジョン | 『神々の遺産』のリメイク Wii Uバーチャルコンソールで配信。                                              |
| シャイニング・ティアーズ                                | PlayStation 2                                      | 2004年11月                     | ネクスエンタテインメント                    | |
| シャイニング・フォース ネオ                             | PlayStation 2                                      | 2005年3月                      | ネバーランドカンパニー                      | |
| シャイニング・フォース イクサ                           | PlayStation 2                                      | 2007年1月                      | ネバーランドカンパニー                      | |
| シャイニング・ウィンド                                  | PlayStation 2                                      | 2007年5月                      | ネクスエンタテインメント                    | |
| シャイニング・フォース フェザー                         | ニンテンドーDS                                     | 2009年2月                      | フライト・プラン                            | |
| シャイニング・ウィンド FANフェスタ                      | Windows XP / Windows Vista                         | 2009年2月                      | ネクスエンタテインメント                    | 本編のアフターストーリーの 「聖ルミナス学園光風祭騒動記」 とPC用「デスクトップアクセサ リー集」をセット |
| シャイニング・ハーツ                                    | PlayStation Portable                               | 2010年12月                     | スタジオ最前線                              | |
| シャイニング・ブレイド                                  | PlayStation Portable                               | 2012年3月                      | メディア・ビジョン                          | |
| シャイニング・アーク                                    | PlayStation Portable                               | 2013年2月                      | メディア・ビジョン                          | |
| シャイニング・レゾナンス                                | PlayStation 3                                      | 2014年12月                     | メディア・ビジョン                          | |
| ブレードアークス from シャイニングEX                    | PlayStation 4 / PlayStation 3                      | 2015年11月                     | スタジオ最前線                              | 対戦格闘ゲーム。 アーケード版の移植。                                                                   |
| シャイニング・レゾナンス リフレイン                     | PlayStation 4 / Nintendo Switch / Windows（Steam） | 2018年3月                      | オーツー                                    | 『レゾナンス』の移植 Switch版・Windows版は2018年7月発売                                                 |
| VRフィギュア フロム シャイニング -キリカ・トワ・アルマ- | PlayStation VR                                     | 2018年7月                      |                                             | VRフィギュア鑑賞ソフト                                                                                  |
| BLADE ARCUS Rebellion from Shining                      | PlayStation 4 / Nintendo Switch                    | 2019年3月                      | スタジオ最前線                              | 対戦格闘ゲーム。 ブレードアークスの続編。                                                               |

### アーケードゲーム
| タイトル                                       | 稼働開始日 | 開発元                             | 備考                    |
| ---------------------------------------------- | ---------- | ---------------------------------- | ----------------------- |
| シャイニング・フォース クロス                  | 2009年12月 | セガ第二研究開発本部（旧SEGA-AM2） | フォース クロスシリーズ |
| シャイニング・フォース クロスレイド            | 2010年11月 | セガ第二研究開発本部（旧SEGA-AM2） | フォース クロスシリーズ |
| シャイニング・フォース クロスエリュシオン      | 2012年3月  | セガ第二研究開発本部（旧SEGA-AM2） | フォース クロスシリーズ |
| シャイニング・フォース クロスエクレシア        | 2013年6月  | セガ第二研究開発本部（旧SEGA-AM2） | フォース クロスシリーズ |
| シャイニング・フォース クロスエクレシア ゼニス | 2014年8月  | セガ第二研究開発本部（旧SEGA-AM2） | フォース クロスシリーズ |
| ブレードアークス from シャイニング             | 2014年11月 | セガ、スタジオ最前線               | 対戦格闘ゲーム          |

### モバイル
| タイトル                              | 配信開始日                                                                                   | 備考                                      |
| ------------------------------------- | -------------------------------------------------------------------------------------------- | ----------------------------------------- |
| シャイニング・ロード                  | iモード：2005年3月-5月 EZweb：2005年10月 Yahoo!ケータイ：2005年7月-8月                       |                                           |
| シャイニング・フォース クロニクルI    | iモード：2005年4月 - 8月 EZweb：2006年2月 Yahoo!ケータイ：2006年5月 Android：2011年10月      | 『外伝 遠征・邪神の国へ』のリメイク       |
| シャイニング・フォース クロニクルII   | iモード：2005年10月-2006年1月 EZweb：2006年8月 Yahoo!ケータイ：2006年8月 Android：2011年12月 | 『外伝II 邪神の覚醒』のリメイク           |
| シャイニング・ロード2                 | iモード：2006年1月-5月 EZweb：2006年5月 Yahoo!ケータイ：2006年2月-4月                        |                                           |
| シャイニング・フォース クロニクルIII  | iモード：2006年6月-10月 EZweb：2007年4月 Yahoo!ケータイ：2006年10月 Android：2012年5月       | 『外伝 ファイナルコンフリクト』のリメイク |
| シャイニング・フォース イクサモバイル | iモード：年月 EZweb：年月                                                                    |                                           |
| シャイニング・ウインド・クロス        | iモード：2008年12月 Yahoo!ケータイ：2009年7月                                                |                                           |
| シャイニング・フォース 神々の遺産     | iOS：2010年8月                                                                               | メガドライブ版の移植                      |

## アニメ
- シャイニング・ティアーズ・クロス・ウィンド
- シャイニング・ハーツ 〜幸せのパン〜

## 関連商品

### 漫画作品
ドゥーム・ブレイド（シャイニング＆ザ・ダクネス外伝）
著：玉木美孝（徳間書店『メガドライブFAN』連載）
シャイニング・フォース 聖剣士マックス
作画：小野敏洋（小学館『小学六年生』掲載、1991年）
シャイニング・フォース 神々の降臨
著：田沼雄一郎、ストーリープランナー：武藤正洋（徳間書店『月刊少年キャプテン』連載、少年キャプテンコミックススペシャルより全3巻刊行、1992年 - 1993年）
シャイニング・ティアーズ コミックアンソロジー
アンソロジー（一迅社、DNAメディアコミックス、2005年）
シャイニング・ティアーズ
漫画：神田晶（スクウェア・エニックス、『ガンガンパワード』連載、ガンガンコミックスより全3巻刊行。2006年 - 2008年）
シャイニング・フォース ネオ
漫画：渋染かずき、原作：和智正喜（講談社『月刊マガジンZ』連載、マガジンZKCより全2巻刊行。2005年）
シャイニング・フォース イクサ アンソロジーコミック
アンソロジー（エンターブレイン、BROS.COMICS EX、2007年）
シャイニング・ウィンド アンソロジーコミック
アンソロジー（エンターブレイン、BROS.COMICS EX、2007年）
シャイニング・フォース フェザー
著：りゅうとひさし、シナリオ：太田顕喜（アスキー・メディアワークス『電撃「マ）王』連載、電撃コミックスより1巻まで刊行。2009年 - ）

### 小説
シャイニング・フォース 神竜の血脈
著：篠崎砂美（角川スニーカー文庫、ISBN 4044132062）
『シャイニング・フォース 神々の遺産』のキャラクター、神竜バリュウを主人公とし、『シャイニング・フォースII 古えの封印』とのミッシングリンクを埋めるストーリーである。
シャイニング・ウィズダム
著：神代創（ログアウト冒険文庫、ISBN 4893664115）
シャイニング・フォース イクサ 漆黒の胎動 The indication of the darkness
著：日暮茶坊（ソフガレノベルズ、上巻 ISBN 4861330971）
シャイニング・ティアーズ
シャイニング・ウィンド
著：加納新太（ファミ通文庫）
- シャイニング・ティアーズ 神竜の剣 ISBN 4757726236
- シャイニング・ティアーズ 双竜の騎士 ISBN 4757722427
- シャイニング・ティアーズ to ウィンド 姫君たちの冒険 ISBN 475773509X
- シャイニング・ウィンド -アナザーリンク- 鬼封じの剣士 ISBN 4757735634）

シャイニング・フォース フェザーSS
著：御門智著（一迅社文庫、ISBN 9784758041430）
シャイニング・ハーツ やさしいパンの薫る島
著：加納 新太（ファミ通文庫、ISBN 4047272264）
シャイニング・ブレイド 剣士たちの間奏曲
著：加納 新太（ファミ通文庫、ISBN 4047280798）

### 設定資料集
シャイニング・フォース3公式設定資料集
編集：ソフトバンククリエイティブ アミューズメント書籍編集部 ISBN 4797308168 ISBN 978-4797308167
シャイニング・ティアーズ ビジュアル設定資料集
編集：エンターブレイン ファミ通書籍編集部 ISBN 4757722346 ISBN 978-4757722347
シャイニング・フォース イクサ ビジュアル設定資料集
編集：エンターブレイン ファミ通書籍編集部 ISBN 4757735693 ISBN 978-4757735699
シャイニング・ウィンド ビジュアル設定資料集
編集：エンターブレイン ファミ通書籍編集部 ISBN 4757737602 ISBN 978-4757737600
Shining Tears X Wind オフィシャルファンブック
編集：宙出版 ISBN 4776794519 ISBN 978-4776794516
シャイニング・フォース フェザー ビジュアル設定資料集
編集：エンターブレイン ファミ通書籍編集部 ISBN 4757749678 ISBN 978-4757749672
シャイニング・フォースクロス The Collection of world＆visual date
編集：ホビージャパン ISBN 4798603651 ISBN 978-4798603650
シャイニング・ハーツ ビジュアル設定資料集
編集：エンターブレイン ファミ通書籍編集部 ISBN 4047277509 ISBN 978-4047277502
トニーズアートワークス フロムシャイニングワールド
著：Tony、編集：エンターブレイン ファミ通書籍編集部 ISBN 4757748183 ISBN 978-4757748187

### 音楽CD
シャイニング&ザ・ダクネス
レーベル: EMIミュージック・ジャパン ASIN B000UVE5AK
シャイニング・フォース 黒き竜の復活 オリジナル・サウンド・トラックス
レーベル: サイトロン・デジタルコンテンツ ASIN B0002J54VE
交響組曲シャイニング・フォースII
レーベル: パイオニアLDC ASIN B00005FXUX
SHINING FORCE 交響組曲シャイニング・フォースCD
レーベル: EMIミュージック・ジャパン ASIN B00005N20T
シャイニング・ウィズダム
レーベル: コロムビアミュージックエンタテインメント ASIN B00005MSUK
シャイニング・ザ・ホーリィアーク
レーベル: ダブル・オーレコード ASIN B00005N06S
シャイニング・フォースIII
レーベル: EMIミュージック・ジャパン ASIN B00005GO6E
シャイニングティアーズ ミュージックコレクション
レーベル: WAVEMASTER ASIN B000GCFJ76
Shining Force EXA Music Collection
レーベル: WAVE MASTER ASIN B000MV8YFU
Shining Wind Music Collection
レーベル: WAVE MASTER ASIN B000P0IB88
Shining Tears X Wind Original Soundtrack
レーベル: WAVE MASTER ASIN B000WP2D26
「シャイニング・フォース フェザー」オリジナルサウンドトラック
レーベル: WAVE MASTER ASIN B0026L3G1Q
「シャイニング・ハーツ」オリジナル・サウンドトラック
レーベル: ポニーキャニオン ASIN B004BDPMH8
シャイニング・フォース クロスレイド オリジナルサウンドトラック
レーベル: WAVE MASTER ASIN B0049R8TCG

### テーマソング＆キャラクターソングCD
Shining Tears （シャイニング・ティアーズテーマソング）
アーティスト：保志総一朗
レーベル: キングレコード ASIN B000657PHK
絶望と希望（シャイニング・フォース ネオテーマソング）
アーティスト：川嶋あい
レーベル: Tsubasa Records ASIN B0007OE5MS
WORLD'S LOVE（シャイニング・フォース イクサテーマソング）
アーティスト：Mi
レーベル: コロムビアミュージックエンタテインメント ASIN B000KP63IS
SECRET AMBITION（シャイニング・ウィンドテーマソング Heart-shaped chant を収録）
アーティスト：水樹奈々
レーベル: キングレコード ASIN B000N3SVP0
心に届く詩（シャイニング・ハーツテーマソング）
アーティスト：Lia
レーベル: ポニーキャニオン ASIN B0046CZPBW
シャイニング・ブレイド キャラクターソングアルバム
アーティスト：早見沙織、井上麻里奈、田村ゆかり、堀江由衣、桑島法子、水樹奈々
レーベル: キングレコード ASIN B007BHFTV0
ローレライの詩（シャイニング・ブレイドテーマソング）
アーティスト：Lia
レーベル:ポニーキャニオン ASIN B009KIRMZO

### ドラマCD
シャイニング・ティアーズ ドラマCD Vol.1 Side 陰 ～Memories and departure～
出演：保志総一朗,林原めぐみ,神奈延年,菅沼久義, 野中藍,他
収録リスト：1.～記憶～Memories 2.～兄妹～Promise 3.～蛇剣～Blade 4.～戦友～Partner 5.Witch～魔女～
6.～蛇眼～Evil Eye 7.～氷解～Tears 8～仕合～Last Duel
レーベル：WAVEMASTER ASIN B000GCFJ8K
シャイニング・ティアーズ ドラマCD Vol.2 Side 陽 ～勇者亭繁盛記<お金と料理と友情と>～
出演：保志総一朗,林原めぐみ,神奈延年,菅沼久義, 広橋涼,他
収録リスト：1.勇者亭の危機 2.指輪騒動 3.勇者亭の新メニュー前編 4.勇者亭の新メニュー後編 5.勇者亭再生計画
6.ナンバーワン 7.～神弓～destiny 8.～風樹～next wind
レーベル：WAVEMASTER ASIN B000GCFJ8U
シャイニング・フォース・イクサ ドラマCD
出演：朴璐美,桑島法子,鶴ひろみ,久川綾, 他
シナリオ：日暮茶坊（ランアンドガン）
収録リスト：1.After one year 2.再会 3.決別 4.第一試合～究極対至高 5.第二試合～明日役立つ無駄知識 6.第三試合～北風と太陽
7.第四試合～告白 8.最終戦～闘牌伝説 9.災厄の復活 10.そして彼女は微笑んだ
レーベル: 5pb.Records ASIN B001F1XF46
「シャイニング・ウィンド」Vol.1
出演：石田彰,水樹奈々,保志総一朗,堀江由衣,置鮎龍太郎,佐久間紅美,他
シナリオ：井上真
収録リスト：1.幼なじみは隠し味 2. 太陽の心、月の剣 ～真章～ 3.皇帝と戦闘妖精 4.心剣士禁制!乙女のお茶会 5.心のカタチ、愛のカタチ?
6.キャストトーク
レーベル: フロンティアワークス ASIN B000WP2CZO
「シャイニング・ウィンド」Vol.2
出演：石田彰,水樹奈々,保志総一朗,堀江由衣,斎藤千和,桑島法子,他
シナリオ：井上真
収録リスト：1.温泉入口…? 2.受付/露天風呂（男湯・女湯） 3.妖精の湯（混浴） 4.人魚の湯（混浴） 5.カップルの湯（混浴）/休憩所
6.大浴場（男女時間交代制） 7.温泉出口 8.別館・宴会場（キャストトーク）
レーベル: フロンティアワークス ASIN B0010E8MJ6
「シャイニング・ウィンド」Vol.3
出演：石田彰,水樹奈々,保志総一朗,堀江由衣,置鮎龍太郎,佐久間紅美,他
シナリオ：井上真
収録リスト：1.プロローグ～決意～ 2.日常 3.戦う理由 4.すれ違う想い 5.決戦!生徒会長選挙 6.エピローグ～希望～ 7.生徒会日誌
8.キャストトーク
レーベル: フロンティアワークス ASIN B001GM746E
「シャイニング・ウィンド」Vol.4
出演：石田彰,水樹奈々,保志総一朗,堀江由衣,川澄綾子,白石涼子,他
シナリオ：井上真
収録リスト：1.聖王女と兄弟王子 ～平和の祈り～ 2.悠久の龍泉郷 ～とける心～ 3.ベイルガルド回想録 ～その罪と愛～
4.ティーパーティで器くらべ ～乙女の選択～ 5.カーニバルで味くらべ ～男の甲斐性～ 6.キャストトーク
レーベル: フロンティアワークス ASIN B001KZ5D7O
「シャイニング・フォース フェザー」
出演：羽多野渉,伊藤静,小野大輔,伊藤かな恵,他
シナリオ：太田顕喜
収録リスト：1.ラヴィニアのお願い 2.ベイルの受難 3.遭遇 4.ユリアスとミリアムの夫婦漫才 5.終わりよければ全てよし
6.ジンとアルフィンのフォースだだ漏れ!?ラジオ ～ゲスト・シズマ編 ～7.アフレコ感想コメント（初回特典ボーナストラック）
レーベル: フロンティアワークス ASIN B0026L3FHG
「シャイニング・ハーツ」
出演：神谷浩史,伊藤かな恵,緑川光,斎藤千和,中井和哉,桑島法子,他
シナリオ：井上真
収録リスト：1.幸せな乙女の悩み？ 2.幸せを運ぶ箱 3.幸せの特効薬 4.アフレコ感想コメント（初回特典ボーナストラック）
レーベル: フロンティアワークス ASIN B004L9KOBQ

### Blu-ray＆DVD

#### シャイニング・ティアーズ・クロス・ウィンド
シャイニング・ティアーズ・クロス・ウィンド Vol.1 （DVD）
レーベル：メディアファクトリー 時間：75 分 収録話：第1～3話 初回限定版 ASIN B000PD2FL4 通常版 ASIN B000PD2FLE
シャイニング・ティアーズ・クロス・ウィンド Vol.2 （DVD）
レーベル：メディアファクトリー 時間：50 分 収録話：第4・5話 ASIN B000PD2FLO
シャイニング・ティアーズ・クロス・ウィンド Vol.3 （DVD）
レーベル：メディアファクトリー 時間：50 分 収録話：第6・7話 ASIN B000PD2FLY
シャイニング・ティアーズ・クロス・ウィンド Vol.4 （DVD）
レーベル：メディアファクトリー 時間：50 分 収録話：第8・9話 ASIN B000PD2FM8
シャイニング・ティアーズ・クロス・ウィンド Vol.5 （DVD）
レーベル：メディアファクトリー 時間：50 分 収録話：第10・11話 ASIN B000PD2FMI
シャイニング・ティアーズ・クロス・ウィンド Vol.6 （DVD）
レーベル：メディアファクトリー 時間：50 分 収録話：第12・13話 ASIN B000PD2FMS

#### シャイニング・ハーツ 〜幸せのパン〜
シャイニング・ハーツ～幸せのパン～第1巻
レーベル：エイベックス・エンタテインメント 時間：50 分 収録話：第1・2話
Blu-ray：初回限定版 ASIN B007K5B23C 通常版
DVD：初回限定版 ASIN B007K5A5L2 通常版

### フィギュア

#### シャイニング・ティアーズ
エルウィン
- 1/8スケール メーカー：プレジデントジャパン ASIN B001QTWSEK
- 水着ver. 1/7スケール メーカー：Max Factory ASIN B000GCDJU0

ブランネージュ
- 1/8スケール メーカー：プレジデントジャパン ASIN B000N96YGW
- 1/8スケール メーカー：壽屋 ASIN B000RO0A2C
- 水着ver. 1/7スケール メーカー：Max Factory ASIN B000H165J2
- 1/7スケール メーカー：オーキッドシード ASIN B007JS05FQ

リュウナ
- 1/8スケール メーカー：プレジデントジャパン ASIN B000OKLG1S
- 水着ver. 1/7スケール メーカー：Max Factory ASIN B000MXHHDI

マオ
- 1/8スケール メーカー：プレジデントジャパン ASIN B000OKQ4BK
- 水着ver. 1/7スケール メーカー：Max Factory ASIN B000NN5PAE

メイプル
- 1/8スケール メーカー：プレジデントジャパン ASIN B0017TCL4G

#### シャイニング・フォース・イクサ
シリル
- 通常Ver. メーカー：ファーストクラス ASIN B00171TO12
- オリーブネコミミVer. メーカー：ファーストクラス ASIN B00171NRZQ

リームシアン
- メーカー：プレジデントジャパン ASIN B001A52Z7A

#### シャイニング・ウィンド
ゼクティ
- 1/8スケール メーカー：壽屋 ASIN B000UPLZ2W
- 軍服ver.1/8スケール メーカー：壽屋 ASIN B002X79LBM
- イヴ 1/8スケール メーカー：壽屋 ASIN B003479GME
- S.O.F.T 1/8スケール メーカー：Wave ASIN B001AVZ2X8
- 水着ver. 1/7スケール メーカー：Max Factory ASIN B003OQUULG
- 風の女神 1/6スケール メーカー：壽屋 ASIN B003HC8JZG
- Xecty メーカー：プレジデントジャパン ASIN B001KZH2YG

シーナ
- 1/8スケール メーカー：壽屋 ASIN B000VXZ1M8
- 1/8スケール メーカー：プレジデントジャパン ASIN B0017TFOT0
- 1/7スケール メーカー：Max Factory ASIN B001I9033Q
- 水着ver. 1/7スケール メーカー：Max Factory ASIN B003AU5LGA
- 椎名夏音 1/7スケール メーカー：オーキッドシード ASIN B002KKBVW4
- フィぎゅっと! メーカー：グリフォンエンタープライズ ASIN B00511CM0Y

クレハ
- 1/8スケール メーカー：壽屋 ASIN B001135JII
- 1/8スケール メーカー：プレジデントジャパン ASIN B001BN27WY
- 1/8スケール メーカー：Wave ASIN B008R7X4FQ
- 1/7スケール メーカー：Max Factory ASIN B000QY16EE
- 水着ver. 1/7スケール メーカー：Max Factory ASIN B003F24VVY
- ねんどろいど メーカー：グッドスマイルカンパニー ASIN B001QTVQU2
- フィぎゅっと! メーカー：グリフォンエンタープライズ ASIN B00835R0NY

クララクラン
- 1/8スケール メーカー：壽屋 ASIN B000TCRJ9E
- メイドver. 1/8スケール メーカー：壽屋 ASIN B002K6FER6
- 甲冑Ver. 1/8スケール メーカー：アルター ASIN B003C1QT18
- ノワール 1/8スケール メーカー：壽屋 ASIN B001AE231E
- ノワール メイドver. 1/8スケール メーカー：壽屋 ASIN B002ZRP2F4
- 水着ver. 1/7スケール メーカー：Max Factory ASIN B003JBJBSE

ホウメイ
- 1/8スケール メーカー：プレジデントジャパン ASIN B0017THLQO
- 1/8スケール メーカー：アルター ASIN B004NYB0UI

エルウィン
- 1/8スケール メーカー：壽屋 ASIN B0015BZ1IY
- 森の女神 1/6スケール メーカー：壽屋 ASIN B0030NK61M

ブランネージュ
- 1/8スケール メーカー：壽屋 ASIN B0019R2BY6
- 水着ver. 1/7スケール メーカー：壽屋 ASIN B004TOOUWM

リュウナ
- 1/8スケール メーカー：壽屋 ASIN B001EHF17K

マオ
- 1/8スケール メーカー：壽屋 ASIN B001808ZD0

エルミナ
- 1/8スケール メーカー：壽屋 ASIN B001PO5OKG

セレスティア
- 1/8スケール メーカー：壽屋 ASIN B002FU5NBE

#### シャイニング・フォース フェザー
アルフィン
- アンブリオversion1/8スケール メーカー：壽屋 ASIN B002XZL586
- 1/7スケール メーカー：オーキッドシード ASIN B0041Q3Z1U

#### シャイニング・ハーツ
ネリス
- ゲーマガver. メーカー：壽屋 ASIN B0071G7QU8

カグヤ
- 1/8スケール メーカー：壽屋 ASIN B004NYB0WG

マキシマ
- 1/8スケール メーカー：壽屋 ASIN B004GTMZAO

ルフィーナ
- 1/8スケール メーカー：壽屋 ASIN B00601CVY6

ローナ
- 1/8スケール メーカー：壽屋 ASIN B005TT9DWS
- 1/8スケール -覚醒version- メーカー：壽屋 ASIN B008CYOD3Q
- 1/6スケール 王女殿下の料理番 メーカー：壽屋 ASIN B008GSJ96O

シャオメイ
- 1/7スケール メーカー：Max Factory ASIN B004SJTHTE
- 1/6スケール メーカー：壽屋 ASIN B006G7GXV6
- SIF EX メーカー：やまと ASIN B008CJ3ONQ

メルティ
- 1/8スケール メーカー：壽屋 ASIN B005B46LAI

ミストラル
- 1/7スケール メーカー：やまと ASIN B005C3CP80

裏雪姫
- 1/8スケール メーカー：壽屋 ASIN B004XYIC68
- 水着ver. 1/7スケール メーカー：壽屋 ASIN B005PVKECI

ファントムクイーン イグゼクティ
- 1/8スケール メーカー：壽屋 ASIN B0044KNLPS

#### シャイニング・ブレイド
アイラ
- 1/8スケール メーカー：壽屋 ASIN B007OSS1SO

サクヤ
- Mode:セルリアン 1/8スケール メーカー：壽屋 ASIN B006R0MC9O
- Mode:クリムゾン 紅蓮の炎舞 1/6スケール メーカー：壽屋 ASIN B009GCQNM2

## シリーズの中でのつながり
クライマックス、ソニックおよびキャメロットが開発した作品は、世界観に一定の繋がりがある。

### 『シャイニング・フォース』シリーズ
メガドライブで発売された第一作『シャイニング・フォース 神々の遺産』を発端にシリーズ化された。続編である『シャイニング・フォースII 古えの封印』からクライマックスの名が消え、ソニック単独開発となった。
『シャイニング・フォース』シリーズは複数の続編が作られているが、物語としての繋がりは薄いため、旧作をプレイしていなくても楽しめる。1998年に『III』が完結すると、『I』から続いていたシリーズは中断した。
時系列順に並べたものを以下に示す。
1. シャイニング・フォース 神々の遺産
2. シャイニング・フォース外伝 遠征・邪神の国へ
3. シャイニング・フォース外伝II 邪神の覚醒
4. シャイニング・フォース外伝 ファイナルコンフリクト
5. シャイニング・フォースII 古えの封印
6. シャイニング・ウィズダム
7. シャイニング&ザ・ダクネス
8. シャイニング・ザ・ホーリィアーク
9. シャイニング・フォースIII

その後、2005年に『シャイニング・フォース ネオ』が発売されたが、ジャンルがアクションRPGのため、『シャイニング・フォース』シリーズとしてはストーリーだけでなくシステム上の関連もなくなったことになる。
2002年に発売された『シャイニング・ソウル』以降の作品と、それ以前のシリーズとの関係は明らかになっていない（ただし、『シャイニングソウル必勝攻略法』10ページの記事によれば、初代の『シャイニング・ソウル』は、『シャイニング・フォース』の、1000年前の物語ということになっている）。
2004年の『シャイニング・ティアーズ』以降では、世界観も大きく変更されている。

### シャイニング・シリーズ
イラストレーターのTonyをキャラクターデザインに据えたシリーズ。
『シャイニング・ティアーズ』、『シャイニング・ウィンド』、『シャイニング・ブレイド』は夢幻大陸エンディアスが舞台となっている。
以上の三作と違い、『シャイニング・ハーツ』と『シャイニング・アーク』は別の舞台となっているが、一部の登場人物が登場している。
また、『ティアーズ』、『ウィンド』の二つをつなぐ作品としてアニメ作品で『シャイニング・ティアーズ・クロス・ウィンド』がある。
『ウィンド』は夢幻大陸エンディアスのリーベリア地方（ヴァレリア地方の東に位置する地方）が舞台となっている。
『ティアーズ』、『ブレイド』は夢幻大陸エンディアスのヴァレリア地方を舞台としている。
『ブレイド』では『ハーツ』、『ウィンド』、『ティアーズ』の登場人物が一部登場している。また、『シャイニング・フォース』との世界観の繋がりも示唆されている。
『レゾナンス』は上記の作品群との一切の繋がりはないが、後日談となる『BLADE ARCUS Rebellion from Shining』では繋がりをある程度持たせている。
販売順に並べたものを以下に示す。
1. シャイニング・ティアーズ
2. シャイニング・ウインド
3. シャイニング・ハーツ
4. シャイニング・ブレイド
5. シャイニング・アーク
6. ブレードアークス from シャイニング
7. シャイニング・レゾナンス

## ラジオ
『広橋涼・相沢舞のShining Radio!』は、2012年4月6日から文化放送で放送されているラジオ番組。毎週金曜日放送。
パーソナリティ
- 広橋涼、相沢舞

ゲスト
- #5、6（2012年5月4日、11日） - 保志総一朗[3][4]
- #8（2012年5月25日） - 保志総一朗、水樹奈々、白石涼子、井上麻里奈[5]
- #11、12（2012年6月15日、22日） - 斎藤千和[6][7]
- #20、21（2012年8月24日、31日） - 桑島法子[8][9][10]
- #29（2012年10月19日） - 神谷浩史[11][12]
- #37（2012年12月14日） - 桑島法子[13][14]
- #41（2013年1月11日） - 稲田徹[15]

| 文化放送 金曜 25:00 - 25:30 | 文化放送 金曜 25:00 - 25:30    | 文化放送 金曜 25:00 - 25:30 |
| 前番組                      | 番組名                         | 次番組                      |
| --------------------------- | ------------------------------ | --------------------------- |
| ViViDのViViBitないと!       | 広橋涼・相沢舞のShining Radio! | 原幹恵 ゆる☆ふわ            |